# جون أندرسون (لاعب كرة قدم بريطاني)
جون أندرسون (بالإنجليزية: John Anderson)‏ (8 مايو 1915 في المملكة المتحدة - 1987) هو لاعب كرة قدم بريطاني (وحمل سابقاً جنسية المملكة المتحدة لبريطانيا العظمى وأيرلندا) في مركز الهجوم. لعب مع نادي بورتسموث ونادي ألدرشوت.